# Айзенштадт, Меер Бенцианович
Меер Бенцианович Айзенштадт (1895—1961) — советский скульптор.

## Биография
Родился 6 января 1895 года[по какому календарю?] в Клецке Минской губернии.
Окончил в Минске ремесленное училище. Работал «у частных предпринимателей по слесарной части и электротехнике». Во время Первой мировой войны был призван на военную службу; дезертировал и был осуждён.
В 1916—1917 годах учился в минской частной студии Я. М. Кругера. Затем учился в Москве на Едином художественном рабфаке ВХУТЕМАСа (1923—1926), во ВХУТЕМАС—ВХУТЕИНе (1926—1930); его преподавателями были: И. М. Чайков, В. И. Мухина, С. Ф. Булаковский, И. С. Ефимов, В. А. Фаворский.
Работал в станковой, монументальной и монументально-декоративной скульптуре. Занимался портретом («К. Ф. Рылеев», 1935, гипс; «А. С. Пушкин», 1936, мрамор; «Фельдмаршал М. И. Кутузов», 1947, фарфор), анималистикой («Обезьяна», 1929, дерево; «Шимпанзе», 1935, бронза; «Львенок», 1940, фаянс); создавал скульптурно-архитектурные и тематические композиции («Симфония завода», 1929–1930; «Красная армия», 1930, гипс; «Тракторист», 1930, гипс; «Пионеры», 1932, гипс; «Посвящение Кранаху», 1933; «Колхозница», 1939, гипс; «Школьница», 1955, гипс; «Физкультурница», 1959, гипс; ). Выполнял модели для Гжельского и других керамических заводов.
Участвовал в выставках: 2-я Всебелорусская художественная выставка в Минске (1927), «Художники РСФСР за XV лет» (1933—1934), выставка-смотр произведений молодых художников (1936), московских скульпторов (1937), московских художников (1940), «Великая Отечественная война» (1943), весенняя выставка произведений московских живописцев и скульпторов (1947), весенняя выставка произведений московских художников (1955). Персональные посмертные выставки Айзенштадта состоялись в Москве в 1986 и в 1991 годах.
С 1932 года был членом Союза художников СССР. Работы М. Б. Айзенштадта представлены в собраниях Третьяковской галереи, Русского музея, Музея А. С. Пушкина, Ярославского художественного музея и других.
Художник-абстракционист Ю. С. Злотников указывал, что «Айзенштадт был уникальный, абсолютно недооценённый скульптор, потому что на единоличном опыте он создал синтетический образ определённого настроения и мечты данной эпохи <…> Его инсталляции — это не просто скульптура, это поэтический и просветительский проект, эскизы для увеличения». Проекты Айзенштадта, по его замыслу должны были выполняться в огромных размерах, диктуемых временем; так скульптура «Тракторист», размером 50 сантиметров, должна была быть выполнена в размере не менее двух метров.
Скончался в Москве 11 ноября 1961 года. Похоронен на Введенском кладбище (уч. 15).